# Nick Kamen
Nick Kamen, właściwie Ivor Neville Kamen (ur. 15 kwietnia 1962 w Harlow, zm. 4 maja 2021 w Londynie) – brytyjski piosenkarz, autor tekstów i model. Wylansował takie przeboje jak „Each Time You Break My Heart” (1986) i „I Promised Myself” (1990).

## Wczesne lata
Urodził się i dorastał w Harlow w hrabstwie Essex w rodzinie o mieszanym pochodzeniu irlandzkim, holenderskim, angielskim i birmańskim. Był siódmym z ośmiorga dzieci Zoe i Neville’a Kamenów. Miał cztery siostry oraz trzech braci – Ronalda, Chestera i Barry’ego (zm. 4 października 2015 po zawale serca w wieku 52 lat). Uczęszczał do St Mark’s West Essex Catholic School w Harlow.

## Kariera
Kiedy wspólnie z bratem Barrym pracował w londyńskim sklepie odzieżowym, został dostrzeżony przez stylistę i założyciela domu Buffalo, Raya Petri. Podobnie jak jego brat, podjął pracę jako model dla Vivienne Westwood i BodyMap. Pozował także dla magazynów „Arena” czy „Smash Hits”. W 1984 pojawił się na okładce specjalnego wydania magazynu „The Face”. W 1985 wziął udział w reklamie telewizyjnej dżinsów Levi’s – zainteresowanie wzbudziła scena, w której Kamen ubrany był jedynie w bokserki. Reklama ta przyczyniła się do gwałtownego wzrostu popularności tego typu bielizny.
W 1986 ukazał się jego pierwszy singel, „Each Time You Break My Heart”. Piosenka, napisana i wyprodukowana przez Madonnę i Stephena Braya, początkowo miała znaleźć się na albumie True Blue amerykańskiej piosenkarki. Ostatecznie jednak została wykreślona z programu płyty, a Madonna nagrała chórek do wersji Kamena. Singel okazał się dużym przebojem, podobnie jak kolejny, „Loving You Is Sweeter Than Ever”. Obie piosenki trafiły na wydaną w 1987 roku debiutancką płytę piosenkarza. W tym samym roku Kamen wziął udział w charytatywnym projekcie Ferry Aid.
Drugi album, zatytułowany Us, ukazał się w 1988 roku. Pierwszym singlem zostało nagranie „Tell Me”, wyprodukowane przez współpracownika Madonny, Patricka Leonarda. Sama Madonna również brała udział przy powstawaniu tej piosenki, jednak już tylko nagrywając chórki. W tym samym roku została wydana płyta Loving You, zawierająca remiksy oraz kilka nowych utworów. W roku 1989 Nick Kamen nagrał piosenkę „Turn It Up” do filmu Kochanie, zmniejszyłem dzieciaki.
Kolejny sukces jako piosenkarz osiągnął w 1990 roku, dzięki piosence „I Promised Myself”, która stała się przebojem w kilku krajach Europy. Utwór pochodził z albumu Move Until We Fly, który ukazał się w tym samym roku i spotkał się z sukcesem. Kolejna płyta, Whatever, Whenever, została wydana w 1992, lecz nie osiągnęła sukcesu.

## Śmierć
Zmarł 4 maja 2021 w swoim domu w Londynie w wieku 59 lat, po trzech latach spędzonych w domu i walce z rakiem szpiku kości.

## Dyskografia

### Albumy
| Rok  | Tytuł                                     | Listy sprzedaży | Listy sprzedaży | Listy sprzedaży | Listy sprzedaży | Listy sprzedaży | Certyfikaty        |
| Rok  | Tytuł                                     | UK              | ITA             | CHE             | AUT             | SWE             | Certyfikaty        |
| ---- | ----------------------------------------- | --------------- | --------------- | --------------- | --------------- | --------------- | ------------------ |
| 1987 | Nick Kamen                                | 34              | 5               | 12              | –               | 50              |                    |
| 1988 | Us                                        | –               | 2               | –               | –               | –               |                    |
| 1988 | Loving You (kompilacja)                   | –               | 7               | –               | –               | –               |                    |
| 1990 | Move Until We Fly                         | –               | 9               | 12              | 4               | 15              | - AUT: złota płyta |
| 1991 | Each Time You Break My Heart (kompilacja) | –               | –               | –               | –               | –               |                    |
| 1992 | Whatever, Whenever                        | –               | –               | –               | –               | –               |                    |

### Single
| Rok  | Tytuł                                 | Listy przebojów | Listy przebojów | Listy przebojów | Listy przebojów | Listy przebojów | Album              |
| Rok  | Tytuł                                 | UK              | ITA             | CHE             | AUT             | SWE             | Album              |
| ---- | ------------------------------------- | --------------- | --------------- | --------------- | --------------- | --------------- | ------------------ |
| 1986 | „Each Time You Break My Heart”        | 5               | 2               | 2               | 25              | 6               | Nick Kamen         |
| 1987 | „Loving You Is Sweeter Than Ever”     | 16              | 1               | 15              | –               | –               | Nick Kamen         |
| 1987 | „Nobody Else”                         | 47              | –               | –               | –               | –               | Nick Kamen         |
| 1987 | „Come Softly to Me”                   | –               | 19              | –               | –               | –               | Nick Kamen         |
| 1987 | „Win Your Love”                       | –               | 13              | –               | –               | –               | Nick Kamen         |
| 1988 | „Tell Me”                             | 40              | 1               | –               | –               | –               | Us                 |
| 1988 | „Bring Me Your Love”                  | –               | 16              | –               | –               | –               | Us                 |
| 1988 | „Oh What a Night”                     | –               | –               | –               | –               | –               | Loving You         |
| 1989 | „Don't Hold Out”                      | –               | 32              | –               | –               | –               | Loving You         |
| 1989 | „I Promised Myself”                   | 50              | 8               | 3               | 1               | 1               | Move Until We Fly  |
| 1990 | „Oh How Happy”                        | –               | 37              | –               | –               | –               | Move Until We Fly  |
| 1990 | „Looking Good Diving”                 | –               | –               | –               | –               | –               | Move Until We Fly  |
| 1990 | „Agony and Ecstasy”                   | –               | –               | –               | –               | –               | Move Until We Fly  |
| 1992 | „You're Not the Only One”             | –               | –               | –               | –               | –               | Whatever, Whenever |
| 1992 | „We'll Never Lose What We Have Found” | –               | –               | –               | –               | –               | Whatever, Whenever |